# Clastres
Clastres é uma comuna francesa na região administrativa de Altos da França, no departamento de Aisne. Estende-se por uma área de 8,24 km². Em 2010 a comuna tinha 626 habitantes (densidade: 76 hab./km²).